# カワサキ・Z1000MKII
カワサキ・Z1000MKII（Z1000MK2/ゼットせんマークツー〈北米仕様はKZ1000MKII〉）とは、川崎重工業が1978年から1980年にかけて製造販売していた総排気量1015 ccのオートバイである。

## 概要
1972年の発売以来4年続いた Z1/Z900 はZ900-A4（1976年モデル）では環境対策化され、Z1000-A1(1977年モデル)では排気量も1リッターに拡大された。しかしエンジン出力にさしたる向上が無いなどの理由により販売成績は伸び悩んだ。一方､Z1000の特別仕様として1977年に発売した Z1-R は種々の問題を抱えながらも高出力エンジンと直線基調のスタイルが好評で､高価格にもかかわらず販売台数を伸ばした。これを受けて標準仕様であるZ1000 も1978年のモデルチェンジ（1979年モデル）に際して直線を基調としたスタイルに一新され、名称もZ1000MKII と変更された。特別仕様である Z1-R に対して､旗艦としてのボリューム感も残したデザインで（※同年にZ1300も発売されたが､これはツアラー指向モデルであり､カワサキが主戦場となるクラスであると考えていた“ZAPPER”とは呼び難かった）エンジン出力も93psとなったことで､前年より続々投入された競合他社製1リッタークラスに対しても､動力性能的にはかろうじて競合しうるモデルとなった。
Z1000MKIIは2年間販売されたが､モデル末期には性能向上の著しい競合他社の後塵を拝する機会が再び増える事となり、これに対抗するには現状のフレームやエンジンのままでは更なる軽量化や出力アップの余地が見出せないとの判断が下るも1980年のAMAスーパーバイク選手権ではエディ・ローソンが駆るZ1000MKIIが優勝(※予備車両の不備を指摘され、2か月後に降格処分が下り、繰り上げでウェス・クーリー(GS1000/スズキ)が優勝)。
熟成と改良を重ねてきたZ1の基本設計を全面的に刷新し、フレームの新製および徹底したエンジンの改良が為され、J系と呼ばれるモデルにバトンタッチされた。これによりZ1000MKIIは多くの伝説を生んだZ1直系の血統を締め括る車両となった。

## エピソード
Z1の基本構造を承継した最終期の車両であり、俗にいう「角ゼット」と呼ばれる硬派を象徴したスタイルの人気が相まって、高騰化の一途を辿る日本製の旧車バイクの中でもトップクラスのプレミアム価格がつけられている。(販売当時は不人気モデルだった経緯もある)2021年の店頭展示平均価格は500万円超〜600万円という、海外輸出規格車両(※当時750ccを超える車両)の中では突出してナンバーワンであり、他を圧倒する高価格で売買されている。
Z1000MKIIの人気とプレミアム度における代表的なエピソードとして"コピー車両の存在"が挙げられる。Z1000MKIIの前モデルであるKZ1000や、同時期に生産されたアメリカンタイプのZ1000LTDなど、Z1000MKIIと基本構成が近しく、安価に購入できる車両にZ1000MKIIの外装を装着させ「KZ1000/Z1000MKII仕様」「Z1000LTD/Z1000MKII仕様」という、外観をZ1000MKIIとそっくりにした車両が多数存在する。こうしたZ1000MKIIと同時期に生産された車両以外にも後年にカワサキから発売されたゼファーに、アフターマーケットで製作・販売されているZ1000MKIIを模した外装パーツを装着させた「ゼファー/Z1000MKII仕様」という車両までも存在するなど、「少しでも安価にZ1000MKIIのスタイルを楽しみたい」という市場の傾向がある事からも、本車両の高い人気とプレミアム度がうかがえる。

## コピー車両(Z1000MKII仕様)について
Z1000MKII仕様の車両として、最も多く用いられるのが、同時期に生産され、同じエンジンを搭載するZ1000LTDである。Z1000LTDは北米で大ヒットし、長きにわたり安定した販売数を保った為にタマ数があるので、これを多くの海外バイヤーが買い付けて、日本に逆輸入させている。Z1000LTDのエンジンには俗にいう丸ヘッドと角ヘッドがあるが、角ヘッドの後期型にZ1000MKIIの外装を乗せてしまえば、遠くから見た外観上では「タンデムステップのフレーム形状」が違い、あとは「仕様が違うリアブレーキキャリパー」と、「径が違うリアホイールを置換」、この3点を変えてしまえば酷似する。その次にZ1000MKII仕様とされるのは前モデルのZ1000で、こちらはエンジンヘッドの形状が丸ヘッドのみなのでエンジン外観が違ってしまうが、それ以外の差異はZ1000LTDと同程度である。
ガソリンタンク、サイドカバー、テールカウル等、主だった外装パーツを装着して、パッと見の外観は似せれても、Z1フレームの最終強化版といえるZ1000MKIIのフレーム構造はダウンチューブの二重管構造等、Z1の基本構造を承継した車両の中では独特であり(※他に二重管構造のフレームを有するのは、Z1000MKIIの兄弟車両であるZ750FX1型と、同時期発売のZ1R-II、そしてZ1000MKIIのフューエルインジェクション版といえるZ1000Hの3車両のみ)、Z1000やZ1000LTDなどが有する基本的なZ1フレームから完全なコピーをするとなるとシートレール部分やサイドカバー&テール部分、更にタンデムステップ部分など、多岐に渡っての切断や溶接、および加工をしなくてはならず、特に二重管構造の部分を模倣する事においては、フレーム本体主要部を切り離しての大掛かりな加工と溶接を必要とする為、本物と相違ない形にするには困難を極める。各所の当時の溶接具合まで含めれば、Z1やZ2と違い、Z1000MKIIを他車両で完全に模倣する事は不可能と言っても過言ではない。

## モデル一覧
- Z1000-A3/KZ1000-A3（1979年モデル）
- KZ1000-A3A（1979年モデル） - 北米仕様排ガス対策車
- Z1000-A4/KZ1000-A4（1980年モデル ※カタログ表記およびサイドカバーの車体表記でも「Z1000」となっており、当時の販売名称としてA4モデルにおいてはZ1000MKIIと呼称されていない） - フロントフォーク エンブレム追加（北米仕様は米リンカーン工場にてノックダウン生産）

## 関連車種
派生車種
Z1000MKIIと同時期にエンジン及び基本フレームを共有している
- Z1000 Feul Injection（型式はKZ1000-H1） - 燃料噴射装置装着車（1980年モデルのみ）
- Z1000LTD（型式はKZ1000-B3、B4） - アメリカンタイプ。
- Z1R-II（型式はKZ1000D2、D3） - カフェレーサータイプ。
- Z1000ST（型式はKZ1000-E1、E2） -MKIIのシャフトドライブバージョンとの認識が多いが外装フォルムが似ているのみで（互換性もない）Z1300の足回りを流用した新設計の車体にZ1000のエンジンを搭載したツアラー指向のモデル。

姉妹車
- Z750FX